# Coronacrisis in Hongkong
De coronacrisis in Hongkong begon toen de eerste bevestigde besmetting in de speciale bestuurlijke regio Hongkong met het coronavirus SARS-CoV-2 daar op 23 januari 2020 werd gerapporteerd.

## Tijdlijn
Hongkongs Centre for Health Protection (CHP) voegde de term "ongeïdentificeerde longontsteking" toe aan de lijst meldingsplichtige ziektes om zo hun bevoegdheid voor eventuele quarantainemaatregelen te vergroten. De regering van Hongkong verkortte ook de maximale duur van een ziekenhuisbezoek en stelde het dragen van mondkapjes voor bezoekers verplicht. Tevens werd de screening op luchthavens en treinstations met verbindingen naar Wuhan (de Chinese stad waar SARS-CoV-2 voor het eerst werd vastgesteld) opgeschroefd. In de eerste week van 2020 kwamen 30 grieperige reizigers vanuit Wuhan aan, zij werden getest op het virus maar het merendeel van hen had andere luchtwegaandoeningen.
Op 22 januari kreeg een 39-jarige man die vanuit Shenzhen reisde symptomen van een longontsteking. Deze man was in december nog in Wuhan geweest. Hij testte positief op het virus en werd direct opgenomen. Een 56-jarige man uit Ma On Shan, die eveneens Wuhan onlangs had bezocht, testte ook positief op het virus.
De regering van Hongkong heeft het Lady MacLehose Holiday Village in Sai Kung als een quarantainecentrum aangewezen. Op 23 januari werden drie personen die in contact waren gekomen met de twee eerder vernoemde gevallen onder quarantaine gesteld, onder wie twee verpleegkundigen en een bezoeker uit Australië. Het Hong Kong Tourism Board annuleerde de Lunar New Year Cup en een vierdaagse Lunar New Year-carnival, vanwege de bezorgdheid voor een verdere verspreiding van het virus.
Op 24 januari bevestigden de autoriteiten de vijfde besmetting in Hongkong.
De grootste amusementsparken van de stad, Hong Kong Disneyland Resort, Ocean Park Hong Kong en Madame Tussauds Hong Kong, zijn vanaf 26 januari 2020 tot nader order gesloten.
Op 28 januari kondigde regeringsleider Carrie Lam aan dat de hogesnelheidsdiensten tussen Hongkong en China zullen worden stilgelegd met ingang van 30 januari, alle grensoverschrijdende veerdiensten worden eveneens stilgelegd in een poging verdere verspreiding van het coronavirus te voorkomen. Tevens wordt het aantal vluchten vanuit China gehalveerd en worden grensoverschrijdende busdiensten beperkt. Hiernaast vraagt de regering van Hongkong ook om alle werknemers (met uitzondering van noodzakelijk personeel) vanuit huis te werken. In een latere persconferentie diezelfde dag zei Carrie Lam dat de grensovergangen bij Man Kam To en Sha Tau Kok zullen worden gesloten. Het 'Leisure and Cultural Services Department' (LCSD) maakte bekend dat alle faciliteiten in het beheer van het departement, waaronder alle openbare museums, openbare bibliotheken en sportcentra en -stadions, tot nader order zullen worden gesloten.